# Бенджамін Апторп Гулд
Бенджамін Апторп Гулд (англ. Benjamin Apthorp Gould; 27 вересня 1824, Бостон, Массачусетс, США — 26 листопада 1896, Кембридж (Массачусетс)) — американський астроном.

## Біографія
У 1844 році закінчив Гарвардський університет. У 1852 році заснував Відділ довгот при Береговій службі США і керував ним до 1867 року, в 1855—1859 роках — також директор обсерваторії в Олбані, в 1870—1885 роках — директор створеної ним Національній обсерваторії в Кордові (Аргентина).
Заснував Американський астрономічний журнал (Astronomical Journal; AJ) — одне з провідних астрономічних періодичних видань, що виходить у світ досі, в 1849—1861 і 1885—1896 рр. — його редактор. Журнал видається від імені Американського астрономічного товариства.
Першим запропонував використовувати телеграф для геодезичних робіт і в 1860 році цим методом визначив різницю довгот між Європою і Америкою. У 1866 році керував визначенням різниці довгот між Європою і Америкою.
У 1879 році опублікував атлас і каталог 10 649 південних зірок до 7-ї зоряної величини — «Аргентинську уранометрію».
Звернув увагу і вивчив (1879 рік) кільце з яскравих зірок, що оперезає небесну сферу і нахилене на 18° до галактичного екватора (це кільце пізніше було назване «поясом Гулда»), воно виявилося частиною місцевої системи Галактики (пояс виявив Джон Гершель у 1847 році).
У 1884 році опублікував зонний каталог на 73160 зірок. У 1886 видав Аргентинський загальний каталог на 32448 зірок.
Член Національної АН США, іноземний член-кореспондент Петербурзької АН (1875), член Лондонського королівського товариства (1891), Паризької АН, Бюро довгот в Парижі.
На його честь названо астероїд 7808 Баґулд.